# Makarivșciîna, Lubnî
Makarivșciîna (în ucraineană Макарівщина) este un sat în comuna Ostapivka din raionul Lubnî, regiunea Poltava, Ucraina.

## Demografie
Componența lingvistică a localității Makarivșciîna
     Ucraineană (100%)
Conform recensământului din 2001, toată populația localității Makarivșciîna era vorbitoare de ucraineană (100%).